# Prisoner of Conscious
Prisoner of Conscious è il quinto album in studio da solista del rapper statunitense Talib Kweli, pubblicato nel 2013.

## Tracce
1. Intro – 1:07
2. Human Mic – 2:18
3. Turnt Up – 3:45
4. Come Here (featuring Miguel) – 4:27
5. High Life (featuring Rubix & Bajah) – 4:12 – Oh No
6. Ready Set Go (featuring Melanie Fiona) – 4:26
7. Hold It Now – 2:10
8. Push Thru (featuring Curren$y, Kendrick Lamar & Glen Reynolds) – 4:58
9. Hamster Wheel – 3:26
10. Delicate Flowers – 3:18
11. Rocket Ships (featuring Busta Rhymes) – 3:27
12. Before He Walked (featuring Nelly & Abby Dobson) – 3:51
13. Upper Echelon – 3:38
14. Favela Love (featuring Seu Jorge) – 6:19
15. It Only Gets Better (featuring Marsha Ambrosius) – 5:29

## Classifiche
| Classifica (2013)           | Posizione raggiunta |
| --------------------------- | ------------------- |
| Stati Uniti (Billboard 200) | 48                  |